# Richard Fleischer
Richard Fleischer (New York, 8 dicembre 1916 – Los Angeles, 25 marzo 2006) è stato un regista, sceneggiatore e produttore cinematografico statunitense.

## Biografia
Nato da una famiglia ebraica di origine polacca, figlio del famoso produttore di film d'animazione Max Fleischer, nel 1942 entrò alla RKO e diresse brevi filmati, short pubblicitari, documentari e montò "compilations" di vecchie bobine del cinema muto, alle quali diede il titolo di Flicker Flashbacks. Nel 1947 ottenne un Oscar come autore del documentario Design for Death sull'espansione dell'Impero giapponese e sulle cause che portarono alla Guerra del Pacifico.
Nel 1946 diresse il suo primo lungometraggio. Inizialmente privilegio' il genere noir: sono suoi i thriller Bersaglio umano (1949), Sterminate la gang! (1950), e Le jene di Chicago (1952). Nel 1954 venne scelto da Walt Disney, vecchio antagonista di suo padre, per la regia di Ventimila leghe sotto i mari. Tra le sue pellicole successive, molti saranno i film d'azione e d'avventura quali Sabato tragico (1955), Bandido (1956), I vichinghi (1958). Al servizio di produttori esigenti e con alti budget a disposizione, realizzò poi alcuni kolossal ricchi di scene di massa e di effetti speciali quali Barabba (1961), Viaggio allucinante (1966), Il favoloso dottor Dolittle (1967), e Tora! Tora! Tora! (1970).
Successivamente si occupò del tema dei serial killer e della pena capitale in una trilogia comprendente Frenesia del delitto (1959), Lo strangolatore di Boston (1968) e L'assassino di Rillington Place n. 10 (1971). Si ricordano, tra gli altri film di Fleischer, un controverso biopic sulla figura di Che Guevara, Che! (1969), interpretato da Omar Sharif e Jack Palance, e il melodramma interrazziale ambientato nel profondo Sud degli Stati Uniti Mandingo (1975). Nel 1974 si cimentò nel genere western con la pellicola La banda di Harry Spikes. Dopo un lungo periodo di oblio, negli ultimi anni della sua carriera tornò al successo commerciale grazie a due pellicole che videro come protagonista Arnold Schwarzenegger, Conan il distruttore (1984) e Yado (1985).

## Filmografia
- Child of Divorce (1946)
- Piccolo cuore (Banjo) (1947)
- Squadra mobile 61 (Bodyguard) (1948)
- Bersaglio umano (The Clay Pigeon) (1949)
- Seguimi in silenzio (Follow Me Quietly) (1949)
- Make Mine Laughs (1949)
- Trapped (1949)
- Sterminate la gang! (Armored Car Robbery) (1950)
- Le jene di Chicago (The Narrow Margin) (1952)
- Tempo felice (The Happy Time) (1952)
- Arena (1953)
- Ventimila leghe sotto i mari (20,000 Leagues Under the Sea) (1954)
- Sabato tragico (Violent Saturday) (1955)
- L'altalena di velluto rosso (The Girl in the Red Velvet Swing) (1955)
- Bandido (1956)
- I diavoli del Pacifico (Between Heaven and Hell) (1956)
- I vichinghi (The Vikings) (1958)
- Frenesia del delitto (Compulsion) (1959)
- Il re della prateria (These Thousand Hills) (1959)
- Dramma nello specchio (Crack in the Mirror) (1960)
- Il grosso rischio (The Big Gamble) (1961)
- Barabba (Barabbas) (1961)
- Viaggio allucinante (Fantastic Voyage) (1966)
- Il favoloso dottor Dolittle (Dr. Dolittle) (1967)
- Lo strangolatore di Boston (The Boston Strangler) (1968)
- Che! (1969)
- Tora! Tora! Tora! (1970)
- L'assassino di Rillington Place n. 10 (10, Rillington Place) (1971)
- L'ultima fuga (The Last Run) (1971)
- Terrore cieco (Blind Terror) (1971)
- I nuovi centurioni (The New Centurions) (1972)
- 2022: i sopravvissuti (Soylent Green) (1973)
- Il boss è morto (The Don Is Dead) (1973)
- La banda di Harry Spikes (The Spikes Gang) (1974)
- A muso duro (Mr. Majestyk) (1974)
- Mandingo (1975)
- Sarah Bernhardt - La più grande attrice di tutti i tempi (The Incredible Sarah) (1976)
- Il principe e il povero (Crossed Swords) (1977)
- Ashanti (1979)
- La febbre del successo (Il cantante di jazz) (The Jazz Singer) (1980)
- Il duro più duro (Tough Enough) (1983)
- Amityville 3D (1983)
- Conan il distruttore (Conan the Destroyer) (1984)
- Yado (Red Sonja) (1985)
- Papà hai trovato un tesoro (Million Dollar Mystery) (1987)
- Call from Space (1989) - cortometraggio

## Libri
- Richard Fleischer, Just Tell Me When To Cry. Encounters with tre greats, near-greats and ingrates of Hollywood, Souvenir Press, New York 1993